# Guignardia vaccinii
Guignardia vaccinii är en svampart som beskrevs av Shear 1907. Guignardia vaccinii ingår i släktet Guignardia och familjen Botryosphaeriaceae.   Inga underarter finns listade i Catalogue of Life.